# Namibia na Letnich Igrzyskach Paraolimpijskich 2012
Namibię na Letnich Igrzyskach Paraolimpijskich 2012 w Londynie reprezentowało 5 zawodników. Był to czwarty start reprezentacji Namibii na Letnich igrzyskach paraolimpijskich.

## Zdobyte medale
| Medal  | Zawodnik       | Dyscyplina    | Konkurencja         | Data       |
| ------ | -------------- | ------------- | ------------------- | ---------- |
| Złoto  | Johanna Benson | Lekkoatletyka | Bieg na 200 m (T37) | 5 września |
| Srebro | Johanna Benson | Lekkoatletyka | Bieg na 100 m (T37) | 2 września |

## Kadra

### Lekkoatletyka
Mężczyźni
| Zawodnik        | Konkurencja           | Kwalifikacje | Kwalifikacje | Półfinał | Półfinał | Finał   | Finał   |
| Zawodnik        | Konkurencja           | Wynik        | Pozycja      | Wynik    | Pozycja  | Wynik   | Pozycja |
| --------------- | --------------------- | ------------ | ------------ | -------- | -------- | ------- | ------- |
| Ananias Shikong | 100 m (T11)           | 11.55        | 3. q         | 11.49    | 3.       | NQ      | NQ      |
| Ananias Shikong | 200 m (T11)           | 23.02        | 2. q         | 23.20    | 3.       | NQ      | NQ      |
| Ananias Shikong | 400 m (T11)           | 52.45        | 2.           | —        | —        | NQ      | NQ      |
| Martin Aloisius | 400 m (T12)           | 57.73        | 3.           | NQ       | NQ       | NQ      | NQ      |
| Reginald Benade | Rzut dyskiem (F35/36) | —            | —            | —        | —        | 37.28 m | 6.      |

Kobiety
| Zawodnik       | Konkurencja         | Kwalifikacje | Kwalifikacje | Finał | Finał   |
| Zawodnik       | Konkurencja         | Wynik        | Pozycja      | Wynik | Pozycja |
| -------------- | ------------------- | ------------ | ------------ | ----- | ------- |
| Johanna Benson | 100 m (T37)         | 14.63        | 4. q         | 14.23 |         |
| Johanna Benson | 200 m (T37)         | 29.39        | 1. Q         | 29.26 |         |
| Johanna Benson | Skok w dal (F37/38) | —            | —            | 3.71  | 10.     |

### Podnoszenie ciężarów
Mężczyźni
| Zawodnik      | Kategoria | Wynik  | Pozycja |
| ------------- | --------- | ------ | ------- |
| Ruben Soroseb | do 100 kg | 190 kg | 9.      |